# ولانه
ولانه (به انگلیسی: Walana) یک روستا در پاکستان است که در پنجاب واقع شده‌است. ولانه ۵۱۱ متر بالاتر از سطح دریا واقع شده‌است.